# Ромео і Джульєтта (Прокоф'єв)
«Ромео і Джульєтта» (op. 64) — балет на 3 дії Сергія Прокоф'єва за однойменною трагедією Вільяма Шекспіра, написаний у співпраці з режисером Сергієм Радловим і драматургом Адріаном Піотровським у 1936 році.

## Історія
Початкова редакція балету, створена Прокоф'євим у 1935 році, відрізнялася від літературної основи щасливим кінцем. Проте після виходу 1936 року статей «Сумбур замість музики» і «Балетна фальш», в яких було засуджено театральні твори Шостаковича, автори змінили кінцівку відповідно до трагедії Шекспіра. Ці статті також відтермінували прем'єрні постановки балету в Ленінграді та Москві.
Прем'єра балету відбулася 1938 року в Брно (Чехія). У СРСР балет уперше був поставлений в Театрі ім. Кірова в Ленінграді 11 січня 1940 році балетмейстером Леонідом Лавровським, який також вніс деякі корективи у структуру балету. Головну роль виконала Галина Уланова, за що була нагороджена Сталінською премією. У повоєнний час, 1946 року балет був поставлений у Большому театрі.
2008 року в Нью-Йорку була вперше представлена первісна версія балету, що відродила раніше невідому структуру і щасливий фінал твору Прокоф'єва.

## Структура
За редакцією Лавровського балет має наступну структуру:
| Дія перша - 1. Вступ Картина перша - 2. Ромео - 3. Вулиця прокидається - 4. Ранковий танець - 5. Сварка - 6. Бій - 7. Наказ герцога - 8. Інтерлюдія Картина друга - 9. Приготування до балу (Джульєтта і Годувальниця) - 10. Джульєтта-дівчинка - 11. З'їзд гостей (менует) - 12. Маски - 13. Танок лицарів - 14. Варіація Джульєтти - 15. Меркуціо - 16. Мадригал - 17. Тибальд впізнає Ромео - 18. Гавот (Роз'їзд гостей) - 19. Сцена у балкона - 20. Варіація Ромео - 21. Любовний танок | Дія друга Картина третя - 22. Народний танець - 23. Ромео і Меркуціо - 24. Танець п'яти пар - 25. Танець із мандолінами - 26. Годувальниця - 27. Годувальниця передає Ромео записку Джульєтти Картина четверта - 28. Ромео у патера Лоренцо - 29. Джульєтта у патера Лоренцо Картина п'ята - 30. Народні свята тривають - 31. Знову народне свято - 32. Зустріч Тибальда з Меркуціо - 33. Тибальд б'ється з Меркуціо - 34. Меркуціо вмирає - 35. Ромео вирішує мстити за смерть Меркуціо - 36. Фінал другої дії | Дія третя Картина шоста - 37. Вступ - 38. Ромео і Джульєтта (спальня Джульєтти) - 39. Прощання перед розлукою - 40. Годувальниця - 41. Джульєтта відмовляється вийти за Париса - 42. Джульєтта одна - 43. Інтерлюдія - 44. У Лоренцо - 45. Інтерлюдія Картина сьома - 46. Знов у Джульєтти - 47. Джульєтта одна - 48. Ранкова серенада - 49. Танець дівчат з ліліями - 50. У ліжка Джульєтти Епілог Картина дев'ята - 51. Смерть Джульєтти - 52. Похорони Джульєтти |

## Сюїти з балету
Композитором було створено ряд сюїт з музики до балету — три оркестрові сюїти (op.64-bis, Op. 64ter та op. 101), а також 10 п'єс для фортепіано (op.75).
| Сюїта № 1, Op. 64-bis 1. Народний танець 2. Вулиця прокидається 3. Мадригал 4. Менует 5. Маски 6. Ромео і Джульєтта 7. Смерть Тибальда | Сюїта № 2, Op. 64ter 1. Монтеккі і Капулетті 2. Джульєтта-дівчинка 3. Патер Лоренцо 4. Танець 5. Ромео і Джульєтта перед розлукою 6. Танець дівчат з ліліями 7. Ромео біля гробу Джульєтти | Сюїта № 3, Op. 101 1. Ромео у Фонтану 2. Ранковий танець 3. Джульєтта 4. Годувальниця 5. Серенада 6. Смерть Джульєтти | 10 п'єс із балету для фортепіано, op. 75 1. Народний танець 2. Вулиця прокидається 3. Менует 4. Джульєтта-дівчинка 5. Маски 6. Монтеккі і Капулетті 7. Патер Лоренцо 8. Меркуціо 9. Танець дівчат з ліліями 10. Ромео і Джульєтта перед розлукою |

## Балет «Ромео і Джульєтта» на українській сцені

### Національна опера України[1]
- Сценарій Сергія Радлова, Сергія Прокоф'єва за однойменною трагедією Вільяма Шекспіра.
- Хореографія та постановка Анатолія Шекери.

Прем'єра на київській сцені відбулася 3 листопада 1971 року.
У 1991 році київську постановку балету «Ромео і Джульєтта» рішенням ЮНЕСКО в ювілейний рік Сергія Прокоф'єва визнано кращою інтерпретацією цього твору і нагороджено медаллю.

### Львівська національна опера[3]
Перша постановка відбулася у 1968 році. Виставу поновлено у 1988 році. Капітальне поновлення вистави у 2004 році в інтерпретації попередніх постановників: балетмейстера — народного артиста України Германа Ісупова, сценографа — народного художника України, лауреата Національної премії України імені Тараса Шевченка Євгена Лисика, диригента — народного артиста України Ігоря Лацанича.
- Диригент капітального поновлення — народний артист України Михайло Дутчак.
- Балетмейстер капітального поновлення — заслужений артист України Сергій Наєнко.
- Костюми капітального поновлення — заслужений художник України Оксана Зінченко.

### Дніпропетровський академічний театр опери та балету[5]
- Лібрето заслуженого діяча мистецтв України Олександра Соколова  за мотивами одноіменної трагедії У. Шекспіра.
- Балетмейстер-постановник — заслужений діяч мистецтв України Олександр Соколов.
- Диригенти — заслужений діяч мистецтв України Ю.Пороховник, О. Кулішов.
- Сценографія, костюми  - народний художник СРСР, лауреат Національної премії України імені Тараса Шевченка Анатолій Ареф'єв. (Сценічна редакція 2003 року здійснена на основі оформлення, створеного художником у 1985—1986 рр.)[6]